# S.N.O.W.
S.N.O.W. – polski zespół rockowy z Sandomierza, znany m.in. z wyróżnienia na Ogólnopolskim Przeglądzie Kapel Rockowych „Czysty Akord 2008” w Kielcach (II miejsce), III Festiwalu Bluesowo-Rockowego im. Miry Kubasińskiej „Wielki Ogień 2009” w Ostrowcu Świętokrzyskim, gdzie zajął I miejsce i z I miejsca na festiwalu „Rock Autostrada 2009” w Bochni.

## Skład
aktualny
- Tomasz „Wróbel” Wróblewski – wokal
- Krzysztof „Thrashu” Szydło – gitara
- Grzegorz „Gutek” Osmala – gitara
- Jerzy Cąpała – gitara
- Michał Piorun – gitara basowa
- Grzegorz „Melon” Wilkowski – perkusja
- Marcin „Świca” Walczak – realizator dźwięku

byli muzycy
- Jarosław Krudysz – gitara

## Dyskografia
- s.n.o.w. (2010, DG CD)
- Po drugie (2017, DG CD)[5]
- S.N.O.W. live in Radio Rzeszów (2022).